# Camerton, Somerset
Camerton är en ort och civil parish i Storbritannien.   Den ligger i kommunen Bath and North East Somerset och riksdelen England, i den södra delen av landet, 160 km väster om huvudstaden London. Camerton ligger 109 meter över havet och antalet invånare är 655.
Terrängen runt Camerton är platt. Runt Camerton är det ganska tätbefolkat, med 144 invånare per kvadratkilometer. Närmaste större samhälle är Bristol, 18,3 km nordväst om Camerton. Trakten runt Camerton består i huvudsak av gräsmarker.